# Груповий етап Ліги конференцій УЄФА 2021—2022
Груповий етап Ліги конференцій УЄФА 2021—2022 почався 15 вересня та завершиться 9 грудня 2021 року. У груповому етапі 32 команди змагаються за 16 місць у плей-оф Ліги конференцій УЄФА 2021—2022.
Алашкерт, Буде-Глімт, Кайрат, Лінкольн Ред Імпс, Мура, Раннерс, Уніон Берлін та Флора вперше потрапили до групового етапу єврокубків. Алашкерт, Лінкольн Ред Імпс та Флора перші команди з Вірменії, Гібралтару та Естонії відповідно у груповому етапі єврокубків.

## Жеребкування
Жеребку групового етапу відбулося 27 серпня 2021 року о 14:30 EEST у  Стамбулі. За результатами жеребкування 32 команди було поділено на 8 груп (по 4 команди в кожній). Для жеребкування команди було розділено на 4 кошики на основі клубних коефіцієнтів УЄФА 2021.
Команди з однієї асоціації не можуть потрапити в одну групу. Для жеребкування УЄФА розділяє команди з однієї асоціації (включно з командами, які грають в груповому етапі Ліги Європи 2020—2021)  на пари (по 1-й парі для асоціацій з 2-3 командами та по 2-і для асоціацій з 4-5 командами) згідно з телевізійними рейтингами. Одна команда з пари потрапляє в групи A-D, а друга — E-H (на приклад, якщо Славія потрапила в групу B, Яблонець може потрапити тільки в одну з груп E, F, G або H). Таким чином матчі цих команд не можуть проходити одночасно, оскільки матчі груп A–D та E–H відбуваються в різні дні. Перед жеребкуванням УЄФА оголосило наступні пари (2-і команди в парі з позначкою “ЛЄ” в дужках грають у груповому етапі Ліги Європи):
1. Славія та Яблонець
2. Копенгаген та Раннерс
3. АЗ та Вітессе
4. ПАОК та Олімпіакос (ЛЄ)
5. Ренн та Монако (ЛЄ)
6. Маккабі (Тель-Авів) та Маккабі (Хайфа)
7. Партизан та Црвена Звезда (ЛЄ)
8. Омонія та Анортосіс
9. Феєнорд та ПСВ (ЛЄ)
10. ЦСКА (Софія) та Лудогорець (ЛЄ)

Кожного туру половина груп грає о 19:45 EET/EEST, інша половина — о 22:00 EET/EEST. Розклад матчів було визначено після жеребкування за допомогою непублічного комп'ютерного жеребкування. Жодна команда не грає вдома чи на виїзді більш як два матчі поспіль і в першому та останньому турах зіграє одного разу вдома та одного разу на виїзді (стаття регламенту 15.02). Це нововведення цього сезону: в попередньому сезоні команди, які грали вдома в першому турі, також грали вдома і в останньому турі.

## Учасники
Нижче наведені учасники групового турніру (із зазначенням їхнього клубного коефіцієнту на 2021 рік), згруповані за кошиком при жеребкуванні.
| Ключ до кольорів у таблиці                      |
| ----------------------------------------------- |
| Перші місця груп проходять до 1/8 фіналу        |
| Другі місця груп потрапляють до стикових матчів |

| Команда           | Прим.   | Коеф.  |
| ----------------- | ------- | ------ |
| Рома              | [ШН]    | 90.000 |
| Тоттенгем Готспур | [ШН]    | 88.000 |
| Базель            | [ШН]    | 49.000 |
| Славія            | [ЛЄ-ПО] | 43.500 |
| Копенгаген        | [ШН]    | 43.500 |
| Гент              | [ШН]    | 26.500 |
| АЗ                | [ЛЄ-ПО] | 21.500 |
| ЛАСК              | [ШН]    | 21.000 |

| Команда             | Прим.   | Коеф.  |
| ------------------- | ------- | ------ |
| Феєнорд             | [ШН]    | 21.000 |
| Карабах             | [ШН]    | 21.000 |
| Маккабі (Тель-Авів) | [ШН]    | 20.500 |
| ПАОК                | [ШН]    | 20.000 |
| Ренн                | [ШН]    | 19.000 |
| Партизан            | [ШН]    | 18.000 |
| Клуж                | [ЛЄ-ПО] | 16.500 |
| Зоря                | [ЛЄ-ПО] | 15.000 |

| Команда             | Прим.   | Коеф.  |
| ------------------- | ------- | ------ |
| Уніон               | [ШН]    | 14.714 |
| ЦСКА (Софія)        | [ШН]    | 8.000  |
| Вітессе             | [ШН]    | 7.840  |
| Слован (Братислава) | [ЛЄ-ПО] | 7.500  |
| Яблонець            | [ШН]    | 7.000  |
| Алашкерт            | [ЛЄ-ПО] | 6.500  |
| Флора               | [ШЧ]    | 6.250  |
| Кайрат              | [ШЧ]    | 6.000  |

| Команда           | Прим.   | Коеф. |
| ----------------- | ------- | ----- |
| Лінкольн Ред Імпс | [ШЧ]    | 5.750 |
| Раннерс           | [ЛЄ-ПО] | 5.575 |
| Омонія            | [ЛЄ-ПО] | 5.550 |
| Анортосіс         | [ШН]    | 5.550 |
| ГІК               | [ЛЄ-ПО] | 5.500 |
| Маккабі (Хайфа)   | [ШЧ]    | 4.875 |
| Буде-Глімт        | [ШЧ]    | 4.200 |
| Мура              | [ЛЄ-ПО] | 3.000 |

Примітки
1. ШЧ Переможці раунду плей-оф (шлях чемпіонів).
2. ШН Переможці раунду плей-оф (шлях нечемпіонів).
3. ЛЄ-ПО Команди, що вибули з раунду плей-оф Ліги Європи.

## Формат
В кожній групі команди грають між собою по одному матчу вдома та на виїзді за круговою системою. З кожної групи 1-е місця проходить до 1/8 фіналу, а 2-е — до стикових матчів. 3-є місце потрапляє до стикових матчів Ліги конференцій.

### Правила розподілу місць
Команди посідають місця у групі відповідно до набраних очок (3 очки за перемогу, 1 за нічию та 0 за поразку), та якщо команди набрали однакову кількість балів, застосовуються наступні критерії (у вказаному порядку), для визначення місця у групі (стаття регламенту 16):
1. Очки, набрані в очних зустрічах між командами під питанням;
2. Різниця м'ячів, забитих в очних зустрічах між командами під питанням;
3. Голи, забиті в очних зустрічах між командами під питанням;
4. Якщо команд під питанням більше двох та після застосування усіх попередніх правил ще залишаються команди під питанням, то для них окремо повторно застосовуються попередні правила;
5. Різниця м'ячів, забитих в усіх матчах групового етапу;
6. Голи, забиті в усіх матчах групового етапу;
7. Голи на виїзді, забиті в усіх матчах групового етапу;
8. Кількість перемог в усіх матчах групового етапу;
9. Кількість перемог на виїзді в усіх матчах групового етапу;
10. Дисциплінарні бали (червона картка = 3 бала, жовта картка = 1 бал, вилучення за дві жовті картки в одному матчі = 3 бала);
11. Клубний коефіцієнт УЄФА.

Через скасування правила виїзного голу, цей критерій більше не застосовується при порівнянні команд в очних зустрічах починаючи з цього сезону. Проте загальна кількість виїзних голів досі є критерієм визначення місця.

## Групи
Розклад матчів оголосили 28 серпня 2021, наступного дня після жеребкування. Матчі заплановані на 14, 16 та 30 вересня, 21 жовтня, 4 та 25 листопада і 9 грудня 2021 (один домашній матч Маккабі Хайфа та Маккабі Тель-Авів перенесено на вівторок через Йом-Кіпур 15-16 вересня). Початки матчів заплановані на 19:45 та 22:00 EET/EEST (домашні матчі Кайрату, через часові пояси Казахстану, а також матчі, що перенесено на вівторок, через можливі конфлікти з матчами Ліги чемпіонів, заплановані на 17:30 EET/EEST).
Час вказано за київським часом — в EET/EEST, (місцевий час, якщо відрізняється, вказано в дужках).

### Група A
| Поз | Команда             | І | В | Н | П | ГЗ | ГП | РГ  | О  | Кваліфікація             |     | ЛАСК | МТА | ГІК | АЛА |
| --- | ------------------- | - | - | - | - | -- | -- | --- | -- | ------------------------ | --- | ---- | --- | --- | --- |
| 1   | ЛАСК                | 6 | 5 | 1 | 0 | 12 | 1  | +11 | 16 | Вихід в 1/8 фіналу       |     | —    | 1:1 | 3:0 | 2:0 |
| 2   | Маккабі (Тель-Авів) | 6 | 3 | 2 | 1 | 14 | 4  | +10 | 11 | Вихід до стикових матчів |     | 0:1  | —   | 3:0 | 4:1 |
| 3   | ГІК                 | 6 | 2 | 0 | 4 | 5  | 15 | −10 | 6  |                          |     | 0:2  | 0:5 | —   | 1:0 |
| 4   | Алашкерт            | 6 | 0 | 1 | 5 | 4  | 15 | −11 | 1  |                          | 0:3 | 1:1  | 2:4 | —   |     |

| 14 вересня 2021 17:30 |

| Маккабі (Тель-Авів)                                              | 4:1      | Алашкерт     |
| ---------------------------------------------------------------- | -------- | ------------ |
| - Периця 13' - Каніховський 32' - Бітон 45+3' (пен.) - Хозез 72' | Протокол | - Ембалу 17' |

| Блумфілд, Тель-Авів |

| 16 вересня 2021 19:45 |

| ГІК | 0:2      | ЛАСК                        |
| --- | -------- | --------------------------- |
|     | Протокол | - Марешич 17' - Моншайн 89' |

| Болт Арена, Гельсінкі |

| 30 вересня 2021 19:45 (20:45 AMT) |

| Алашкерт                    | 2:4      | ГІК                                                            |
| --------------------------- | -------- | -------------------------------------------------------------- |
| - Ембалу 24' - Глішич 90+3' | Протокол | - Рі. Ріскі 8' - Валенчич 57' - Ро. Ріскі 63' - Олусанья 90+4' |

| ім. Вазгена Саркісяна, Єреван |

| 30 вересня 2021 19:45 (18:45 CEST) |

| ЛАСК         | 1:1      | Маккабі (Тель-Авів) |
| ------------ | -------- | ------------------- |
| - Хорват 10' | Протокол | - Шамір 88'         |

| Вертерзее-Штадіон, Клагенфурт-ам-Вертерзе |

| 21 жовтня 2021 17:30 |

| ГІК | 0:5      | Маккабі (Тель-Авів)                                                            |
| --- | -------- | ------------------------------------------------------------------------------ |
|     | Протокол | - Каніховський 28', 60' - Периця 49' (пен.) - Саборіт 87' (пен.) - Шамір 90+4' |

| Болт Арена, Гельсінкі |

| 21 жовтня 2021 19:45 (20:45 AMT) |

| Алашкерт | 0:3      | ЛАСК                                       |
| -------- | -------- | ------------------------------------------ |
|          | Протокол | - Хонг 35' - Гойгінгер 68' - Міхорль 90+2' |

| ім. Вазгена Саркісяна, Єреван |

| 4 листопада 2021 19:45 |

| Маккабі (Тель-Авів)                          | 3:0      | ГІК |
| -------------------------------------------- | -------- | --- |
| - Кувас 22' - Лінгман 65' (аг) - Хозез 90+3' | Протокол |     |

| Блумфілд, Тель-Авів |

| 4 листопада 2021 19:45 (18:45 CET) |

| ЛАСК                | 2:0      | Алашкерт |
| ------------------- | -------- | -------- |
| - Накамура 12', 87' | Протокол |          |

| Вертерзее-Штадіон, Клагенфурт-ам-Вертерзе |

| 25 листопада 2021 19:45 |

| ГІК          | 1:0      | Алашкерт |
| ------------ | -------- | -------- |
| - Танака 48' | Протокол |          |

| Болт Арена, Гельсінкі |

| 25 листопада 2021 22:00 |

| Маккабі (Тель-Авів) | 0:1      | ЛАСК         |
| ------------------- | -------- | ------------ |
|                     | Протокол | - Хорват 89' |

| Блумфілд, Тель-Авів |

| 9 грудня 2021 19:45 (18:45 CET) |

| ЛАСК                                    | 3:0      | ГІК |
| --------------------------------------- | -------- | --- |
| - Балич 41' - Накамура 63' - Грубер 81' | Протокол |     |

| Вертерзее-Штадіон, Клагенфурт-ам-Вертерзе |

| 9 грудня 2021 19:45 (21:45 AMT) |

| Алашкерт      | 1:1      | Маккабі (Тель-Авів) |
| ------------- | -------- | ------------------- |
| - Болєвич 78' | Протокол | - Альмог 90'        |

| ім. Вазгена Саркісяна, Єреван |

### Група B
| Поз | Команда   | І | В | Н | П | ГЗ | ГП | РГ | О  | Кваліфікація             |     | ГНТ | ПАР | АНО | ФЛО |
| --- | --------- | - | - | - | - | -- | -- | -- | -- | ------------------------ | --- | --- | --- | --- | --- |
| 1   | Гент      | 6 | 4 | 1 | 1 | 6  | 2  | +4 | 13 | Вихід в 1/8 фіналу       |     | —   | 1:1 | 2:0 | 1:0 |
| 2   | Партизан  | 6 | 2 | 2 | 2 | 6  | 4  | +2 | 8  | Вихід до стикових матчів |     | 0:1 | —   | 1:1 | 2:0 |
| 3   | Анортосіс | 6 | 1 | 3 | 2 | 6  | 9  | −3 | 6  |                          |     | 1:0 | 0:2 | —   | 2:2 |
| 4   | Флора     | 6 | 1 | 2 | 3 | 5  | 8  | −3 | 5  |                          | 0:1 | 1:0 | 2:2 | —   |     |

| 16 вересня 2021 19:45 |

| Флора | 0:1      | Гент         |
| ----- | -------- | ------------ |
|       | Протокол | - Лемаїч 54' |

| А. Ле Кок Арена, Таллінн |

| 16 вересня 2021 22:00 |

| Анортосіс | 0:2      | Партизан                        |
| --------- | -------- | ------------------------------- |
|           | Протокол | - Меніг 42' - Рікарду Гомеш 68' |

| ГСП, Нікосія |

| 30 вересня 2021 19:45 (18:45 CEST) |

| Партизан            | 2:0      | Флора |
| ------------------- | -------- | ----- |
| - Маркович 20', 42' | Протокол |       |

| Партизан, Белград |

| 30 вересня 2021 19:45 (18:45 CEST) |

| Гент                         | 2:0      | Анортосіс |
| ---------------------------- | -------- | --------- |
| - Корреа 28' (аг) - Кумс 81' | Протокол |           |

| Геламко Арена, Гент |

| 21 жовтня 2021 19:45 |

| Анортосіс                   | 2:2      | Флора               |
| --------------------------- | -------- | ------------------- |
| - Делетич 25' - Попович 28' | Протокол | - Саппінен 38', 80' |

| ГСП, Нікосія |

| 21 жовтня 2021 22:00 (21:00 CEST) |

| Партизан | 0:1      | Гент       |
| -------- | -------- | ---------- |
|          | Протокол | - Кумс 59' |

| Партизан, Белград |

| 4 листопада 2021 17:30 |

| Флора                       | 2:2      | Анортосіс                    |
| --------------------------- | -------- | ---------------------------- |
| - Саппінен 55' - Зеньов 58' | Протокол | - Хрістофі 29' - Попович 33' |

| А. Ле Кок Арена, Таллінн |

| 4 листопада 2021 19:45 (18:45 CET) |

| Гент            | 1:1      | Партизан       |
| --------------- | -------- | -------------- |
| - Тіссудалі 80' | Протокол | - Урошевич 66' |

| Геламко Арена, Гент |

| 25 листопада 2021 22:00 |

| Анортосіс             | 1:0      | Гент |
| --------------------- | -------- | ---- |
| - Христодулопулос 27' | Протокол |      |

| ГСП, Нікосія |

| 25 листопада 2021 22:00 |

| Флора        | 1:0      | Партизан |
| ------------ | -------- | -------- |
| - Міллер 44' | Протокол |          |

| А. Ле Кок Арена, Таллінн |

| 9 грудня 2021 19:45 (18:45 CET) |

| Гент        | 1:0      | Флора |
| ----------- | -------- | ----- |
| - Бруно 51' | Протокол |       |

| Геламко Арена, Гент |

| 9 грудня 2021 19:45 (18:45 CET) |

| Партизан          | 1:1      | Анортосіс                    |
| ----------------- | -------- | ---------------------------- |
| - Мілованович 20' | Протокол | - Христодулопулос 33' (пен.) |

| Партизан, Белград |

### Група C
| Поз | Команда    | І | В | Н | П | ГЗ | ГП | РГ  | О  | Кваліфікація             |     | РОМ | БГЛ | ЗОР | ЦСС |
| --- | ---------- | - | - | - | - | -- | -- | --- | -- | ------------------------ | --- | --- | --- | --- | --- |
| 1   | Рома       | 6 | 4 | 1 | 1 | 18 | 11 | +7  | 13 | Вихід в 1/8 фіналу       |     | —   | 2:2 | 4:0 | 5:1 |
| 2   | Буде-Глімт | 6 | 3 | 3 | 0 | 14 | 5  | +9  | 12 | Вихід до стикових матчів |     | 6:1 | —   | 3:1 | 2:0 |
| 3   | Зоря       | 6 | 2 | 1 | 3 | 5  | 11 | −6  | 7  |                          |     | 0:3 | 1:1 | —   | 2:0 |
| 4   | ЦСКА       | 6 | 0 | 1 | 5 | 3  | 13 | −10 | 1  |                          | 2:3 | 0:0 | 0:1 | —   |     |

| 16 вересня 2021 22:00 (21:00 CEST) |

| Буде-Глімт                                      | 3:1      | Зоря           |
| ----------------------------------------------- | -------- | -------------- |
| - Салтнес 48' - Сульбаккен 49' - Пеллегріно 60' | Протокол | - Громов 90+1' |

| Аспміра, Буде |

| 16 вересня 2021 22:00 (21:00 CEST) |

| Рома                                                                   | 5:1      | ЦСКА       |
| ---------------------------------------------------------------------- | -------- | ---------- |
| - Л. Пеллегріні 25', 62' - Ель-Шаараві 38' - Манчіні 82' - Абрагам 84' | Протокол | - Кері 10' |

| Олімпійський, Рим |

| 30 вересня 2021 19:45 |

| ЦСКА | 0:0      | Буде-Глімт |
| ---- | -------- | ---------- |
|      | Протокол |            |

| Васил Левський, Софія |

| 30 вересня 2021 19:45 |

| Зоря | 0:3      | Рома                                          |
| ---- | -------- | --------------------------------------------- |
|      | Протокол | - Ель-Шаараві 7' - Смоллінг 66' - Абрагам 68' |

| Славутич-Арена, Запоріжжя |

| 21 жовтня 2021 19:45 (18:45 CEST) |

| Буде-Глімт                                                          | 6:1      | Рома        |
| ------------------------------------------------------------------- | -------- | ----------- |
| - Ботхейм 8', 52' - Берг 20' - Сульбаккен 71', 80' - Пеллегріно 78' | Протокол | - Перес 28' |

| Аспміра, Буде |

| 21 жовтня 2021 22:00 |

| ЦСКА | 0:1      | Зоря             |
| ---- | -------- | ---------------- |
|      | Протокол | - Сайядманеш 65' |

| Васил Левський, Софія |

| 4 листопада 2021 19:45 |

| Зоря                            | 2:0      | ЦСКА |
| ------------------------------- | -------- | ---- |
| - Захеді 87' - Сайядманеш 90+5' | Протокол |      |

| Славутич-Арена, Запоріжжя |

| 4 листопада 2021 22:00 (21:00 CET) |

| Рома                            | 2:2      | Буде-Глімт                       |
| ------------------------------- | -------- | -------------------------------- |
| - Ель-Шаараві 54' - Ібаньєс 84' | Протокол | - Сульбаккен 45+1' - Ботхейм 65' |

| Олімпійський, Рим |

| 25 листопада 2021 22:00 (21:00 CET) |

| Рома                                                 | 4:0      | Зоря |
| ---------------------------------------------------- | -------- | ---- |
| - Карлес Перес 15' - Дзаніоло 33' - Абрагам 46', 75' | Протокол |      |

| Олімпійський, Рим |

| 25 листопада 2021 22:00 (21:00 CET) |

| Буде-Глімт                       | 2:0      | ЦСКА |
| -------------------------------- | -------- | ---- |
| - Брунстад Фет 25' - Ботхейм 85' | Протокол |      |

| Аспміра, Буде |

| 9 грудня 2021 19:45 |

| ЦСКА                             | 2:3      | Рома                              |
| -------------------------------- | -------- | --------------------------------- |
| - Чатакович 75' - Вілдсхут 90+3' | Протокол | - Абрагам 15', 53' - Майораль 34' |

| Васил Левський, Софія |

| 9 грудня 2021 19:45 |

| Зоря           | 1:1      | Буде-Глімт          |
| -------------- | -------- | ------------------- |
| - Назарина 18' | Протокол | - Вернидуб 68' (аг) |

| Славутич-Арена, Запоріжжя |

### Група D
| Поз | Команда  | І | В | Н | П | ГЗ | ГП | РГ | О  | Кваліфікація             |     | АЗ  | РАН | ЯБЛ | КЛЖ |
| --- | -------- | - | - | - | - | -- | -- | -- | -- | ------------------------ | --- | --- | --- | --- | --- |
| 1   | АЗ       | 6 | 4 | 2 | 0 | 8  | 3  | +5 | 14 | Вихід в 1/8 фіналу       |     | —   | 1:0 | 1:0 | 2:0 |
| 2   | Раннерс  | 6 | 1 | 4 | 1 | 9  | 9  | 0  | 7  | Вихід до стикових матчів |     | 2:2 | —   | 2:2 | 2:1 |
| 3   | Яблонець | 6 | 1 | 3 | 2 | 6  | 8  | −2 | 6  |                          |     | 1:1 | 2:2 | —   | 1:0 |
| 4   | Клуж     | 6 | 1 | 1 | 4 | 4  | 7  | −3 | 4  |                          | 0:1 | 1:1 | 2:0 | —   |     |

| 16 вересня 2021 22:00 (21:00 CEST) |

| Раннерс                    | 2:2      | АЗ                         |
| -------------------------- | -------- | -------------------------- |
| - Пізенгер 27' - Єнсен 68' | Протокол | - Класі 24' - Павлідіс 34' |

| Раннерс, Раннерс |

| 16 вересня 2021 22:00 (21:00 CEST) |

| Яблонець            | 1:0      | Клуж |
| ------------------- | -------- | ---- |
| - Піларж 52' (пен.) | Протокол |      |

| Стшельниці, Яблонець-над-Нисою |

| 30 вересня 2021 19:45 |

| Клуж          | 1:1      | Раннерс      |
| ------------- | -------- | ------------ |
| - Петріла 68' | Протокол | - Камара 41' |

| Константін Радулеску, Клуж-Напока |

| 30 вересня 2021 19:45 (18:45 CEST) |

| АЗ                   | 1:0      | Яблонець |
| -------------------- | -------- | -------- |
| - А. Гудмундссон 53' | Протокол |          |

| АФАС, Алкмар |

| 21 жовтня 2021 22:00 |

| Клуж | 0:1      | АЗ             |
| ---- | -------- | -------------- |
|      | Протокол | - Карлссон 18' |

| Константін Радулеску, Клуж-Напока |

| 21 жовтня 2021 22:00 (21:00 CEST) |

| Яблонець            | 2:2      | Раннерс               |
| ------------------- | -------- | --------------------- |
| - Чванчара 35', 53' | Протокол | - Оді 36', 90' (пен.) |

| Стшельниці, Яблонець-над-Нисою |

| 4 листопада 2021 19:45 (18:45 CET) |

| Раннерс                                      | 2:2      | Яблонець                       |
| -------------------------------------------- | -------- | ------------------------------ |
| - Гаммерсгей-Містраті 46' - Кубіста 53' (аг) | Протокол | - Чванчара 73' - Кратохвіл 83' |

| Раннерс, Раннерс |

| 4 листопада 2021 19:45 (18:45 CET) |

| АЗ                                 | 2:0      | Клуж |
| ---------------------------------- | -------- | ---- |
| - А. Гудмундссон 5' - Павлідіс 86' | Протокол |      |

| АФАС, Алкмар |

| 25 листопада 2021 22:00 (21:00 CET) |

| Раннерс                     | 2:1      | Клуж      |
| --------------------------- | -------- | --------- |
| - Камара 68' - Пізенгер 76' | Протокол | - Дяк 72' |

| Раннерс, Раннерс |

| 25 листопада 2021 22:00 (21:00 CET) |

| Яблонець       | 1:1      | АЗ          |
| -------------- | -------- | ----------- |
| - Кратохвіл 7' | Протокол | - Ев'єн 44' |

| Стшельниці, Яблонець-над-Нисою |

| 9 грудня 2021 19:45 |

| Клуж               | 2:0      | Яблонець |
| ------------------ | -------- | -------- |
| - Дебелюх 45', 82' | Протокол |          |

| Константін Радулеску, Клуж-Напока |

| 9 грудня 2021 19:45 (18:45 CET) |

| АЗ           | 1:0      | Раннерс |
| ------------ | -------- | ------- |
| - Остінг 87' | Протокол |         |

| АФАС, Алкмар |

### Група E
| Поз | Команда         | І | В | Н | П | ГЗ | ГП | РГ | О  | Кваліфікація             |     | ФЕЄ | СЛА | УНБ | МХА |
| --- | --------------- | - | - | - | - | -- | -- | -- | -- | ------------------------ | --- | --- | --- | --- | --- |
| 1   | Феєнорд         | 6 | 4 | 2 | 0 | 11 | 6  | +5 | 14 | Вихід в 1/8 фіналу       |     | —   | 2:1 | 3:1 | 2:1 |
| 2   | Славія          | 6 | 2 | 2 | 2 | 8  | 7  | +1 | 8  | Вихід до стикових матчів |     | 2:2 | —   | 3:1 | 1:0 |
| 3   | Уніон           | 6 | 2 | 1 | 3 | 8  | 9  | −1 | 7  |                          |     | 1:2 | 1:1 | —   | 3:0 |
| 4   | Маккабі (Хайфа) | 6 | 1 | 1 | 4 | 2  | 7  | −5 | 4  |                          | 0:0 | 1:0 | 0:1 | —   |     |

| 14 вересня 2021 17:30 |

| Маккабі (Хайфа) | 0:0      | Феєнорд |
| --------------- | -------- | ------- |
|                 | Протокол |         |

| Саммі Офер, Хайфа |

| 16 вересня 2021 19:45 (18:45 CEST) |

| Славія                           | 3:1      | Уніон        |
| -------------------------------- | -------- | ------------ |
| - Ба 18' - Кухта 84' - Шранц 88' | Протокол | - Беренс 70' |

| Еден Арена, Прага |

| 30 вересня 2021 22:00 (21:00 CEST) |

| Уніон                                       | 3:0      | Маккабі (Хайфа) |
| ------------------------------------------- | -------- | --------------- |
| - Фогльзаммер 33' - Беренс 48' - Авонії 76' | Протокол |                 |

| Олімпійський, Берлін |

| 30 вересня 2021 22:00 (21:00 CEST) |

| Феєнорд                   | 2:1      | Славія      |
| ------------------------- | -------- | ----------- |
| - Кекчю 14' - Лінссен 24' | Протокол | - Голеш 63' |

| Де Кейп, Роттердам |

| 21 жовтня 2021 19:45 (18:45 CEST) |

| Феєнорд                                         | 3:1      | Уніон        |
| ----------------------------------------------- | -------- | ------------ |
| - Джаганбахш 11' - Лінссен 29' - Сіністерра 76' | Протокол | - Авонії 35' |

| Де Кейп, Роттердам |

| 21 жовтня 2021 19:45 |

| Маккабі (Хайфа) | 1:0      | Славія |
| --------------- | -------- | ------ |
| - Доньйо 24'    | Протокол |        |

| Саммі Офер, Хайфа |

| 4 листопада 2021 22:00 (21:00 CET) |

| Уніон          | 1:2      | Феєнорд                        |
| -------------- | -------- | ------------------------------ |
| - Тріммель 41' | Протокол | - Сіністерра 15' - Дессерс 72' |

| Олімпійський, Берлін |

| 4 листопада 2021 22:00 (21:00 CET) |

| Славія      | 1:0      | Маккабі (Хайфа) |
| ----------- | -------- | --------------- |
| - Кухта 49' | Протокол |                 |

| Еден Арена, Прага |

| 25 листопада 2021 19:45 (18:45 CET) |

| Славія                    | 2:2      | Феєнорд              |
| ------------------------- | -------- | -------------------- |
| - Олаїнка 12' - Кухта 66' | Протокол | - Дессерс 31', 90+3' |

| Еден Арена, Прага |

| 25 листопада 2021 19:45 |

| Маккабі (Хайфа) | 0:1      | Уніон         |
| --------------- | -------- | ------------- |
|                 | Протокол | - Рієрсон 66' |

| Саммі Офер, Хайфа |

| 9 грудня 2021 22:00 (21:00 CET) |

| Уніон       | 1:1      | Славія      |
| ----------- | -------- | ----------- |
| - Крузе 64' | Протокол | - Шранц 50' |

| Олімпійський, Берлін |

| 9 грудня 2021 22:00 (21:00 CET) |

| Феєнорд                    | 2:1      | Маккабі (Хайфа) |
| -------------------------- | -------- | --------------- |
| - Дессерс 38' - Нелсон 65' | Протокол | - Давід 90+1'   |

| Де Кейп, Роттердам |

### Група F
| Поз | Команда             | І | В | Н | П | ГЗ | ГП | РГ  | О  | Кваліфікація             |     | КОП | ПАОК | СЛО | ЛРІ |
| --- | ------------------- | - | - | - | - | -- | -- | --- | -- | ------------------------ | --- | --- | ---- | --- | --- |
| 1   | Копенгаген          | 6 | 5 | 0 | 1 | 15 | 5  | +10 | 15 | Вихід в 1/8 фіналу       |     | —   | 1:2  | 2:0 | 3:1 |
| 2   | ПАОК                | 6 | 3 | 2 | 1 | 8  | 4  | +4  | 11 | Вихід до стикових матчів |     | 1:2 | —    | 1:1 | 2:0 |
| 3   | Слован (Братислава) | 6 | 2 | 2 | 2 | 8  | 7  | +1  | 8  |                          |     | 1:3 | 0:0  | —   | 2:0 |
| 4   | Лінкольн Ред Імпс   | 6 | 0 | 0 | 6 | 2  | 17 | −15 | 0  |                          | 0:4 | 0:2 | 1:4  | —   |     |

| 16 вересня 2021 19:45 (18:45 CEST) |

| Лінкольн Ред Імпс | 0:2      | ПАОК                        |
| ----------------- | -------- | --------------------------- |
|                   | Протокол | - Акпом 45+2' - Мітріце 56' |

| Вікторія, Гібралтар |

| 16 вересня 2021 19:45 (18:45 CEST) |

| Слован (Братислава) | 1:3      | Копенгаген                         |
| ------------------- | -------- | ---------------------------------- |
| - Генті 21'         | Протокол | - Вінд 18', 68' (пен.) - Стаге 42' |

| Національний, Братислава |

| 30 вересня 2021 22:00 |

| ПАОК       | 1:1      | Слован (Братислава) |
| ---------- | -------- | ------------------- |
| - Акпом 9' | Протокол | - Грін 15'          |

| Тумба, Салоніки |

| 30 вересня 2021 22:00 (21:00 CEST) |

| Копенгаген                                            | 3:1      | Лінкольн Ред Імпс |
| ----------------------------------------------------- | -------- | ----------------- |
| - Р. Чиполіна 4' (аг) - Вінд 45+1' (пен.) - Стаге 52' | Протокол | - Роза 33'        |

| Паркен, Копенгаген |

| 21 жовтня 2021 19:45 (18:45 CEST) |

| Копенгаген      | 1:2      | ПАОК                            |
| --------------- | -------- | ------------------------------- |
| - Пеп Біель 80' | Протокол | - Сідклей 19' - А. Живкович 38' |

| Паркен, Копенгаген |

| 21 жовтня 2021 22:00 (21:00 CEST) |

| Слован (Братислава)    | 2:0      | Лінкольн Ред Імпс |
| ---------------------- | -------- | ----------------- |
| - Грін 46' - Генті 84' | Протокол |                   |

| Національний, Братислава |

| 4 листопада 2021 19:45 (18:45 CEST) |

| Лінкольн Ред Імпс   | 1:4      | Слован (Братислава)                     |
| ------------------- | -------- | --------------------------------------- |
| - Р. Чиполіна 45+3' | Протокол | - Грін 17', 25' - Чаврич 67' - Мраз 71' |

| Вікторія, Гібралтар |

| 4 листопада 2021 22:00 |

| ПАОК             | 1:2      | Копенгаген                     |
| ---------------- | -------- | ------------------------------ |
| - А. Живкович 8' | Протокол | - Анкерсен 34' - Пеп Біель 50' |

| Тумба, Салоніки |

| 25 листопада 2021 19:45 (18:45 CET) |

| Лінкольн Ред Імпс | 0:4      | Копенгаген                                                |
| ----------------- | -------- | --------------------------------------------------------- |
|                   | Протокол | - Йоуганнессон 5' - Лерагер 7' - Бовінг 63' - Гейлунд 73' |

| Вікторія, Гібралтар |

| 25 листопада 2021 19:45 (18:45 CET) |

| Слован (Братислава) | 0:0      | ПАОК |
| ------------------- | -------- | ---- |
|                     | Протокол |      |

| Національний, Братислава |

| 9 грудня 2021 22:00 (21:00 CET) |

| Копенгаген               | 2:0      | Слован (Братислава) |
| ------------------------ | -------- | ------------------- |
| - Вінд 30' - Гейлунд 53' | Протокол |                     |

| Паркен, Копенгаген |

| 9 грудня 2021 22:00 |

| ПАОК                         | 2:0      | Лінкольн Ред Імпс |
| ---------------------------- | -------- | ----------------- |
| - А. Живкович 17' - Шваб 55' | Протокол |                   |

| Тумба, Салоніки |

### Група G
| Поз | Команда           | І | В | Н | П | ГЗ | ГП | РГ | О  | Кваліфікація             |     | РЕН | ВІТ | ТОТ | МУР |
| --- | ----------------- | - | - | - | - | -- | -- | -- | -- | ------------------------ | --- | --- | --- | --- | --- |
| 1   | Ренн              | 6 | 4 | 2 | 0 | 13 | 7  | +6 | 14 | Вихід в 1/8 фіналу       |     | —   | 3:3 | 2:2 | 1:0 |
| 2   | Вітессе           | 6 | 3 | 1 | 2 | 12 | 9  | +3 | 10 | Вихід до стикових матчів |     | 1:2 | —   | 1:0 | 3:1 |
| 3   | Тоттенгем Готспур | 6 | 2 | 1 | 3 | 11 | 11 | 0  | 7  |                          |     | 0:3 | 3:2 | —   | 5:1 |
| 4   | Мура              | 6 | 1 | 0 | 5 | 5  | 14 | −9 | 3  |                          | 1:2 | 0:2 | 2:1 | —   |     |

1. ↑  Матч 6-го туру Тоттенгем ‒ Ренн мав був перенесений на невизначений термін через масове зараження гравців Тоттенгему коронавірусною хворобою. Пізніше УЄФА призначили Тоттенгему технічну поразку.

| 16 вересня 2021 19:45 (18:45 CEST) |

| Мура | 0:2      | Вітессе                   |
| ---- | -------- | ------------------------- |
|      | Протокол | - Тронстад 30' - Дукі 69' |

| Людські врт, Марибор |

| 16 вересня 2021 19:45 (18:45 CEST) |

| Ренн                  | 2:2      | Тоттенгем Готспур              |
| --------------------- | -------- | ------------------------------ |
| - Те 23' - Лаборд 72' | Протокол | - Баде 11' (аг) - Гейб'єрг 76' |

| Руазон-Парк, Ренн |

| 30 вересня 2021 22:00 (21:00 CEST) |

| Вітессе      | 1:2      | Ренн                                |
| ------------ | -------- | ----------------------------------- |
| - Віттек 30' | Протокол | - Гірассі 54' (пен.) - Сулемана 70' |

| ГелреДом, Арнем |

| 30 вересня 2021 22:00 (20:00 BST) |

| Тоттенгем Готспур                                    | 5:1      | Мура       |
| ---------------------------------------------------- | -------- | ---------- |
| - Аллі 4' (пен.) - Ло Сельсо 8' - Кейн 68', 76', 87' | Протокол | - Коус 53' |

| Тоттенгем Готспур, Лондон |

| 21 жовтня 2021 19:45 (18:45 CEST) |

| Вітессе      | 1:0      | Тоттенгем Готспур |
| ------------ | -------- | ----------------- |
| - Віттек 78' | Протокол |                   |

| ГелреДом, Арнем |

| 21 жовтня 2021 19:45 (18:45 CEST) |

| Мура         | 1:2      | Ренн                              |
| ------------ | -------- | --------------------------------- |
| - Лотрич 20' | Протокол | - Гірассі 17' (пен.) - Лаборд 41' |

| Людські врт, Марибор |

| 4 листопада 2021 22:00 (20:00 GMT) |

| Тоттенгем Готспур                          | 3:2      | Вітессе                    |
| ------------------------------------------ | -------- | -------------------------- |
| - Сон 15' - Моура 22' - Расмуссен 28' (аг) | Протокол | - Расмуссен 32' - Беро 39' |

| Тоттенгем Готспур, Лондон |

| 4 листопада 2021 22:00 (21:00 CET) |

| Ренн       | 1:0      | Мура |
| ---------- | -------- | ---- |
| - Баде 76' | Протокол |      |

| Руазон-Парк, Ренн |

| 25 листопада 2021 19:45 (18:45 CET) |

| Мура                        | 2:1      | Тоттенгем Готспур |
| --------------------------- | -------- | ----------------- |
| - Хорват 11' - Мароша 90+4' | Протокол | - Кейн 72'        |

| Людські врт, Марибор |

| 25 листопада 2021 19:45 (18:45 CET) |

| Ренн                  | 3:3      | Вітессе                                 |
| --------------------- | -------- | --------------------------------------- |
| - Лаборд 9', 39', 69' | Протокол | - Гейсман 43' - Бютінк 75' - Опенда 90' |

| Руазон-Парк, Ренн |

| 9 грудня 2021 22:00 (21:00 CET) |

| Вітессе                                | 3:1      | Мура         |
| -------------------------------------- | -------- | ------------ |
| - Бютінк 4' - Опенда 35' - Гейсман 40' | Протокол | - Мароша 82' |

| ГелреДом, Арнем |

| 9 грудня 2021 22:00 (20:00 GMT) |

| Тоттенгем Готспур | 0:3 (технічна поразка) | Ренн |
| ----------------- | ---------------------- | ---- |
|                   | Протокол               |      |

| Тоттенгем Готспур, Лондон |

### Група H
| Поз | Команда | І | В | Н | П | ГЗ | ГП | РГ | О  | Кваліфікація             |     | БАЗ | КАР | ОМО | КАЙ |
| --- | ------- | - | - | - | - | -- | -- | -- | -- | ------------------------ | --- | --- | --- | --- | --- |
| 1   | Базель  | 6 | 4 | 2 | 0 | 14 | 6  | +8 | 14 | Вихід в 1/8 фіналу       |     | —   | 3:0 | 3:1 | 4:2 |
| 2   | Карабах | 6 | 3 | 2 | 1 | 10 | 8  | +2 | 11 | Вихід до стикових матчів |     | 0:0 | —   | 2:2 | 2:1 |
| 3   | Омонія  | 6 | 0 | 4 | 2 | 5  | 10 | −5 | 4  |                          |     | 1:1 | 1:4 | —   | 0:0 |
| 4   | Кайрат  | 6 | 0 | 2 | 4 | 6  | 11 | −5 | 2  |                          | 2:3 | 1:2 | 0:0 | —   |     |

| 16 вересня 2021 17:30 (20:30 ALMT) |

| Кайрат | 0:0      | Омонія |
| ------ | -------- | ------ |
|        | Протокол |        |

| Центральний, Алмати |

| 16 вересня 2021 19:45 (20:45 AZT) |

| Карабах | 0:0      | Базель |
| ------- | -------- | ------ |
|         | Протокол |        |

| Олімпійський, Баку |

| 30 вересня 2021 22:00 |

| Омонія       | 1:4      | Карабах                                               |
| ------------ | -------- | ----------------------------------------------------- |
| - Лецякс 40' | Протокол | - Каді 52', 90+4' - Шейдаєв 73' - Медведєв 79' (пен.) |

| ГСП, Нікосія |

| 30 вересня 2021 22:00 (21:00 CEST) |

| Базель                                     | 4:2      | Кайрат                                 |
| ------------------------------------------ | -------- | -------------------------------------- |
| - Кабрал 15' - М. Ланг 21', 40' - Ндоє 49' | Протокол | - Канте 65' - Рікарду Алвеш 69' (пен.) |

| Санкт-Якоб Парк, Базель |

| 21 жовтня 2021 19:45 (20:45 AZT) |

| Карабах                           | 2:1      | Кайрат             |
| --------------------------------- | -------- | ------------------ |
| - Шейдаєв 79' - А. Гусейнов 90+1' | Протокол | - Канте 19' (пен.) |

| ім. Тофіка Бахрамова, Баку |

| 21 жовтня 2021 22:00 (21:00 CEST) |

| Базель                                         | 3:1      | Омонія                   |
| ---------------------------------------------- | -------- | ------------------------ |
| - Міллар 19' - Кабрал 41' (пен.) - Жегрова 88' | Протокол | - Жорді Гомес 27' (пен.) |

| Санкт-Якоб Парк, Базель |

| 4 листопада 2021 17:30 (20:30 ALMT) |

| Кайрат      | 1:2      | Карабах                 |
| ----------- | -------- | ----------------------- |
| - Канте 68' | Протокол | - Ваджи 58' - Зубір 72' |

| Центральний, Алмати |

| 4 листопада 2021 19:45 |

| Омонія         | 1:1      | Базель       |
| -------------- | -------- | ------------ |
| - Какулліс 17' | Протокол | - Міллар 57' |

| ГСП, Нікосія |

| 25 листопада 2021 17:30 (20:30 ALMT) |

| Кайрат                          | 2:3      | Базель                                         |
| ------------------------------- | -------- | ---------------------------------------------- |
| - Вагнер Лав 23' - Оганесян 56' | Протокол | - Кабрал 45' (пен.) - Жегрова 69' - Касамі 73' |

| Центральний, Алмати |

| 25 листопада 2021 19:45 (21:45 AZT) |

| Карабах                          | 2:2      | Омонія                               |
| -------------------------------- | -------- | ------------------------------------ |
| - Псалтіс 49' (аг) - Андраде 88' | Протокол | - Дюриш 43' (пен.) - Хорді Гомес 90' |

| ім. Тофіка Бахрамова, Баку |

| 9 грудня 2021 22:00 |

| Омонія | 0:0      | Кайрат |
| ------ | -------- | ------ |
|        | Протокол |        |

| ГСП, Нікосія |

| 9 грудня 2021 22:00 (21:00 CET) |

| Базель                         | 3:0      | Карабах |
| ------------------------------ | -------- | ------- |
| - Кабрал 33', 74' - Касамі 62' | Протокол |         |

| Санкт-Якоб Парк, Базель |

## Позначки
1. ↑  EEST (UTC+3) для матчів до 30 жовтня 2021 (1–3 тур), та EET (UTC+2) для подальших дат (4–6 тур).
2. 1 2 3  Домашні матчі Алашкерту були перенесені на Республіканський стадіон імені Вазгена Саркісяна, оскільки їх домашній стадіон — Алашкерт у Єревані — не відповідає вимогам УЄФА.
3. 1 2 3  Домашні матчі ЛАСКу були перенесені на стадіон Вертерзее-Штадіон у Клагенфурті-ам-Вертерзе, оскільки їх домашній стадіон — Лінцер у Лінці — не відповідає вимогам УЄФА.
4. 1 2 3  Домашні матчі ЦСКА були перенесені на стадіон Васил Левський, оскільки їх домашній стадіон — «Болгарска армія» у Софії — не відповідає вимогам УЄФА.
5. 1 2 3  Домашні матчі Зорі було перенесено на Славутич-Арену у Запоріжжі замість їх домашнього стадіону — Авангард — через війну на Донбасі.
6. 1 2 3  Домашні матчі Уніону були перенесені на Олімпійський стадіон, оскільки їх домашній стадіон — Штадіон ан дер Альтен Форштерай у Берліні — не відповідає вимогам УЄФА.
7. 1 2 3  Домашні матчі Мури були перенесені на стадіон Людські врт, оскільки їх домашній стадіон — Фазанерія у Мурській Соботі — не відповідає вимогам УЄФА.
8. ↑  Матч 6-го туру Тоттенгем ‒ Ренн мав відбутися у четвер, 9 грудня 2021 о 22:00, але був перенесений на невизначений термін через масове зараження гравців Тоттенгему коронавірусною хворобою.[8] 20 грудня 2021 УЄФА призначили Тоттенгему технічну поразку.[9][10]
9. 1 2 3  Домашні матчі Карабаху були перенесені на Олімпійський стадіон та стадіон ім. Тофіка Бахрамова, оскільки їх домашній стадіон — Азерсун Арена у Баку — не відповідає вимогам УЄФА.